# Joseph Hours
Joseph Hours, né le 29 mars 1896 à Lyon dans le 2e arrondissement, mort le 17 mars 1963 dans le 6e arrondissement de la même ville, est un philosophe et résistant français.

## Biographie
Mobilisé en 1916 lors de la Grande Guerre, Joseph Hours est reçu sixième à l'agrégation d'histoire en 1920.  
Il devient professeur de lycée à Toulon, à Lyon (1928), de Première supérieure au lycée du Parc de Lyon (1936), puis professeur de préparation aux écoles normales littéraires (khâgne), au même lycée du Parc, ainsi qu'à l'Institut politique de Lyon. 
Quelques années avant la Seconde Guerre mondiale s'installe une équipe de professeurs au lycée du Parc. Parmi eux, Joseph Hours qui fut maître d'Histoire de 1936 à 1961. Sous l'Occupation, Joseph Hours et un de ses élèves, Gilbert Dru, avec l'aide d'un père du scolasticat jésuite de Lyon, éditent clandestinement de 1940 à 1944 vingt-quatre numéros des Cahiers du Témoignage chrétien, fondement d'un réseau de Résistance plus qu'actif qui permit la cohésion des divers mouvements de résistance de Zone Sud.
Joseph Hours est un des fondateurs du MRP, directeur du journal La Liberté (1947). Il collabora à la revue Itinéraires, de Jean Madiran, de 1956 à 1963.
En 1921, dans le 15e arrondissement de Paris, Joseph Hours épouse Raphaëlle Thibault, originaire de Guelma, dans le département de Constantine en Algérie française. De leur union naît Henri Hours, archiviste et historien. 

## Citation
— Joseph Hours, La Vie intellectuelle, octobre 1950

## Sources biographiques
- H. Hours, art. Hours (X. de Monclos, dir., Dictionnaire du monde religieux, Lyon, Beauchesne, 1994, p. 239).
- B. Permezel, Résistants à Lyon, Lyon 2003, p. 341.
- Correspondances lyonnaises (1904-1916) de Charles de Foucauld (lettres à Suzanne Perret, à l'abbé Antoine Crozier, à Joseph Hours, à l'abbé Constant Pel).